# Улам-Буріаш
Улам-Буріаш (д/н — бл. 1465 до н. е.) — цар Вавилону. Підкорив південну Месопотамію.

## Життєпис
Походив з Каситської (III Вавилонської) династії. Ймовірно, молодший син вавилонського царя Бурна-Буріаша I. Після смерті батька очолював війська при дворі брата-царя Каштіліаша III.
Між 1480 та 1460 роками до н. е. переміг Ейягаміля, царя Країни Моря, який втік до Еламу. Улам-Буріаш сам став володарем Країни Моря. Після смерті брата, що сталася приблизно через 10 років, зайняв трон Вавилону. Таким чином практично вся Месопотамія була об'єднана під владою Каситської династії. 
З огляду на послідовність подій, то Улам-Буріаш став царем Країни моря близько 1480 року до н.е., близько 1470 року до н.е. отримав трон Вавилону. Помер Улам-Буріаш до 1465 року до н. е. Йому спадкував небіж Агум III.